# Trachurus declivis
Trachurus declivis es una especie de peces de la familia Carangidae en el orden de los Perciformes.

## Morfología
• Los machos pueden llegar alcanzar los 64 cm de longitud total.

## Distribución geográfica
Se encuentra desde Australia Occidental hasta Nueva Gales del Sur y Nueva Zelanda.